# 新島町 (太田市)
新島町（にいじまちょう）は、群馬県太田市にある地名（町丁）。郵便番号は373-0819。

## 概要
九合地区にある町丁。

## 地理

### 近隣町丁
- 東本町
- 飯田町
- 小舞木町
- 内ケ島町
- 東長岡町

## 世帯数と人口
2022年（令和4年）3月31日現在の世帯数と人口は以下の通りである。
| 町丁   | 世帯数  | 人口   |
| ------ | ------- | ------ |
| 新島町 | 873世帯 | 1671人 |

## 交通

### 鉄道
北部を東武小泉線が通っているが、町内に鉄道駅はない。

### 道路
- 群馬県道313号太田大泉線

## 施設
- クスリのアオキ新島店